# Jedna runda
Jedna runda (ang. Once Around) – amerykański film z 1991 roku w reżyserii Lasse Hallströma.

## Treść
Renata, młoda dziewczyna wywodząca się z włoskiej rodziny mieszkającej w Ameryce, po zerwaniu ze swoim chłopakiem postanawia rozpocząć karierę sprzedawcy nieruchomości. W czasie szkolenia zawodowego zakochuje się w Samie - mężczyźnie dużo od niej starszym i postanawia przedstawić go swojej rodzinie. Jej najbliżsi z oporami akceptują jej wybór, tym bardziej, że Sam nie zawsze zachowuje się stosownie do swojego wieku.

## Obsada
- Holly Hunter - Renata Bella
- Richard Dreyfuss - Sam Sharpe
- Danton Stone - Tony Bella
- Greg Germann - Jim Redstone
- Tim Guinee - Peter Hedges
- Roxanne Hart - Gail Bella
- Laura San Giacomo - Jan Bella
- Danny Aiello - Joe Bella
- Gena Rowlands - Marilyn Bella

## Tytuł
Oryginalny angielski tytuł filmu „Once Around” oznacza dosłownie „pewnego razu w okolicy”, co stanowi nawiązanie do stylu opowiadania baśni, zaczynających się często od słów „pewnego razu”, „dawno temu”, itp. Polskie tłumaczenie nie jest bezpośrednie - nawiązuje do jednej ze scen w filmie.